# Dive to Blue
Dive to Blue è un brano musicale del gruppo musicale giapponese de L'Arc~en~Ciel, pubblicato come primo singolo estratto dall'album Ark, il 25 marzo 1998. Il singolo ha raggiunto la prima posizione della classifica Oricon dei singoli più venduti in Giappone, rimanendo in classifica per trentacinque settimane e vendendo 859 035 copie. Il singolo è stato ripubblicato il 30 agosto 2006.

## Tracce
CD Singolo KSCL-1030
1. DIVE TO BLUE
2. Peeping Tom
3. DIVE TO BLUE (hydeless version)

Durata totale: 15:10

## Classifiche
| Classifica (1998) | Posizione più alta |
| ----------------- | ------------------ |
| Giappone (Oricon) | 1                  |